# Cantón de Saint-Hippolyte
El cantón de Saint-Hippolyte era una división administrativa francesa, que estaba situada en el departamento de Doubs y la región de Franco Condado.

## Composición
El cantón estaba formado por veinte comunas:
- Bief
- Burnevillers
- Chamesol
- Courtefontaine
- Dampjoux
- Fleurey
- Froidevaux
- Glère
- Indevillers
- Les Plains-et-Grands-Essarts
- Les Terres-de-Chaux
- Liebvillers
- Montancy
- Montandon
- Montécheroux
- Montjoie-le-Château
- Saint-Hippolyte
- Soulce-Cernay
- Valoreille
- Vaufrey

## Supresión del cantón de Saint-Hippolyte
En aplicación del Decreto nº 2014-240 de 25 de febrero de 2014, el cantón de Saint-Hippolyte fue suprimido el 22 de marzo de 2015 y sus 20 comunas pasaron a formar parte del nuevo cantón de Maîche.